# Dolichopus perplexus
Dolichopus perplexus är en tvåvingeart som beskrevs av Van Duzee 1923. Dolichopus perplexus ingår i släktet Dolichopus och familjen styltflugor. Inga underarter finns listade i Catalogue of Life.